# Barbus trimaculatus
Barbus trimaculatus è un pesce d'acqua dolce appartenente alla famiglia Cyprinidae.

## Etimologia
Il nome scientifico in latino, trimaculatus, descrive la particolare livrea a tre macchie nere.

## Distribuzione e habitat
Questa specie è originaria del bacino idrografico dello Zambesi, del Lago Malawi e alcuni affluenti, dell'Orange, del Limpopo, e delle acque dolci dell'Africa orientale, dalla Tanzania allo Zambia. Abita ambienti diversi, con acque basse e ricche di vegetazione subacquea, tra i 24-26 °C.

## Descrizione
Come tutti i Ciprinidi presenta un corpo lungo ed affusolato, con testa piccola e bocca carnosa e rivolta verso il basso, munita di caratteristici barbigli laterali (2) da cui prende il nome il genere. Il profilo dorsale e quello ventrale sono allungati e arcuati, il peduncolo caudale lungo e piuttosto sottile. La pinna dorsale è alta, triangolare, così come le altre pinne, che presentano però vertici arrotondati. La pinna caudale è bilobata. La livrea vede grosse scaglie argentate, con dorso e fianchi più o meno rosati con riflessi giallastri o verdastri. Lungo i fianchi corrono 3 caratteristici punti neri sulla stessa mediana.
Raggiunge una lunghezza massima di 8 cm.

## Riproduzione
Simile a quella degli altri Barbus.

## Alimentazione
Si nutre prevalentemente di insetti e di zooplancton.

## Acquariofilia
Non molto conosciuto né tantomeno diffuso in commercio, B. trimaculatus è tuttavia allevato in acquario da appassionati.